# Osthoffen
Osthoffen es una comuna francesa situada en la circunscripción administrativa de Bajo Rin y, desde el 1 de enero de 2021, en el territorio de la Colectividad Europea de Alsacia, en la región de Gran Este.

## Demografía
| 403 | 409 | 408 | 514 | 573 | 683 | 802 |
| Para los censos de 1962 a 1999 la población legal corresponde a la población sin duplicidades (Fuente: INSEE [Consultar]) |     |     |     |     |     |     |

## Patrimonio
- Iglesia románica
- Castillo del siglo XIII, propiedad del barón Philippe Grouvel desde 1815